# 24 Hours of Spa 2017
2017 Total Spa 24 Hours – 69. edycja wyścigu Spa 24 Hours i czwarta runda serii Blancpain GT Series Endurance Cup. Zawody miały miejsce w dniach 29-30 czerwca 2017 na torze Circuit de Spa-Francorchamps.

## Wyniki wyścigu
| Poz. | Klasa          | Nr  | Zespół                           | Kierowcy                                                                            | Samochód                     | Okrążeń |   |         |    |                           |                                                  |             |     |
| ---- | -------------- | --- | -------------------------------- | ----------------------------------------------------------------------------------- | ---------------------------- | ------- | - | ------- | -- | ------------------------- | ------------------------------------------------ | ----------- | --- |
| Poz. | Klasa          | Nr  | Zespół                           | Kierowcy                                                                            | Samochód                     | Okrążeń | 1 | Pro Cup | 25 | Audi Sport Team Saintéloc | Christopher Haase Jules Gounon Markus Winkelhock | Audi R8 LMS | 546 |
| 2    | Pro Cup        | 8   | Bentley Team M-Sport             | Maxime Soulet Vincent Abril Andy Soucek                                             | Bentley Continental GT3      | 546     |   |         |    |                           |                                                  |             |     |
| 3    | Pro Cup        | 90  | AKKA ASP Team                    | Edoardo Mortara Michael Meadows                                                     | Mercedes-AMG GT3             | 546     |   |         |    |                           |                                                  |             |     |
| 4    | Pro Cup        | 117 | KÜS Team75 Bernhard              | Kévin Estre Michael Christensen Laurens Vanthoor                                    | Porsche 911 GT3 R (991)      | 546     |   |         |    |                           |                                                  |             |     |
| 5    | Pro Cup        | 2   | Belgian Audi Club Team WRT       | Connor de Philippi Christopher Mies Frédéric Vervisch                               | Audi R8 LMS                  | 546     |   |         |    |                           |                                                  |             |     |
| 6    | Pro Cup        | 1   | Belgian Audi Club Team WRT       | Antonio Garcia Nico Müller René Rast                                                | Audi R8 LMS                  | 546     |   |         |    |                           |                                                  |             |     |
| 7    | Pro Cup        | 85  | HTP Motorsport                   | Edward Sandström Fabian Schiller Dominik Baumann                                    | Mercedes-AMG GT3             | 545     |   |         |    |                           |                                                  |             |     |
| 8    | Pro Cup        | 4   | Mercedes-AMG Team Black Falcon   | Luca Stolz Adam Christodoulou Yelmer Buurman                                        | Mercedes-AMG GT3             | 545     |   |         |    |                           |                                                  |             |     |
| 9    | Pro Cup        | 76  | Audi Sport Team ISR              | Pierre Kaffer Frank Stippler Kelvin van der Linde                                   | Audi R8 LMS                  | 543     |   |         |    |                           |                                                  |             |     |
| 10   | Pro Cup        | 98  | ROWE Racing                      | Tom Blomqvist Nick Catsburg Bruno Spengler                                          | BMW M6 GT3                   | 542     |   |         |    |                           |                                                  |             |     |
| 11   | Pro Cup        | 5   | Belgian Audi Club Team WRT       | Marcel Fässler André Lotterer Dries Vanthoor                                        | Audi R8 LMS                  | 541     |   |         |    |                           |                                                  |             |     |
| 12   | Pro-AM Cup     | 16  | Mercedes-AMG Team Black Falcon   | Oliver Morley Miguel Toril Marvin Kirchhöfer Maximilian Götz                        | Mercedes-AMG GT3             | 540     |   |         |    |                           |                                                  |             |     |
| 13   | Pro Cup        | 23  | Motul Team RJN Nissan            | Lucas Ordóñez Alex Buncombe Katsumasa Chiyo                                         | Nissan GT-R NISMO GT3        | 539     |   |         |    |                           |                                                  |             |     |
| 14   | Pro Cup        | 7   | Bentley Team M-Sport             | Guy Smith Oliver Jarvis Steven Kane                                                 | Bentley Continental GT3      | 539     |   |         |    |                           |                                                  |             |     |
| 15   | Pro-AM Cup     | 97  | Oman Racing Team with TF Sport   | Ahmad Al Harthy Salih Yoluç Jonny Adam Euan Hankey                                  | Aston Martin V12 Vantage GT3 | 539     |   |         |    |                           |                                                  |             |     |
| 16   | Pro Cup        | 12  | Ombra Racing                     | Michele Beretta Stefano Gattuso Andrea Piccini                                      | Lamborghini Huracán GT3      | 538     |   |         |    |                           |                                                  |             |     |
| 17   | Pro-AM Cup     | 961 | AF Corse                         | Alex Demerdjian Nicolas Minassian Davide Rizzo Toni Vilander                        | Ferrari 488 GT3              | 538     |   |         |    |                           |                                                  |             |     |
| 18   | Pro Cup        | 19  | GRT Grasser Racing Team          | Rolf Ineichen Raffaele Giammaria Ezequiel Perez Companc                             | Lamborghini Huracán GT3      | 537     |   |         |    |                           |                                                  |             |     |
| 19   | Pro-AM Cup     | 51  | AF Corse                         | Ishikawa Motoaki Lorenzo Bontempelli Olivier Beretta Francesco Castellacci          | Ferrari 488 GT3              | 536     |   |         |    |                           |                                                  |             |     |
| 20   | Pro-AM Cup     | 35  | Walkenhorst Motorsport           | Markus Palttala Christian Krognes Nico Menzel Matias Henkola                        | BMW M6 GT3                   | 536     |   |         |    |                           |                                                  |             |     |
| 21   | Pro Cup        | 27  | Orange 1 Team Lazarus            | Luca Filippi Nicolas Pohler Fabrizio Crestani                                       | Lamborghini Huracán GT3      | 534     |   |         |    |                           |                                                  |             |     |
| 22   | AM Cup         | 888 | Kessel Racing                    | Marco Zanuttini Jacques Duyver David Perel Niki Cadei                               | Ferrari 488 GT3              | 532     |   |         |    |                           |                                                  |             |     |
| 23   | Pro-AM Cup     | 52  | AF Corse                         | Duncan Cameron Matt Griffin Aaron Scott Riccardo Ragazzi                            | Ferrari 488 GT3              | 531     |   |         |    |                           |                                                  |             |     |
| 24   | Pro Cup        | 72  | SMP Racing                       | Victor Shaytar Davide Rigon Miguel Molina                                           | Ferrari 488 GT3              | 529     |   |         |    |                           |                                                  |             |     |
| 25   | AM Cup         | 488 | Rinaldi Racing                   | Pierre Ehret Rino Mastronardi Patrick Van Glabeke Gabriele Lancieri                 | Ferrari 488 GT3              | 528     |   |         |    |                           |                                                  |             |     |
| 26   | AM Cup         | 36  | Walkenhorst Motorsport           | David Schiwietz Stef Van Campenhoudt Henry Walkenhorst Ralf Oeverhaus               | BMW M6 GT3                   | 527     |   |         |    |                           |                                                  |             |     |
| 27   | AM Cup         | 26  | Saintéloc Racing                 | Christian Kelders Marc Rostan Fred Bouvy                                            | Audi R8 LMS                  | 524     |   |         |    |                           |                                                  |             |     |
| 28   | AM Cup         | 777 | Team HB Racing                   | Bernard Delhez Gilles Vannelet Mike Stursberg Christopher Zanella                   | Lamborghini Huracán GT3      | 522     |   |         |    |                           |                                                  |             |     |
| 29   | Pro-AM Cup     | 912 | Herberth Motorsport              | Daniel Allemann Ralf Bohn Sven Müller Mathieu Jaminet                               | Porsche 911 GT3 R (991)      | 517     |   |         |    |                           |                                                  |             |     |
| 30   | Pro Cup        | 22  | Motul Team RJN Nissan            | Matt Simmons Struan Moore Matthew Parry                                             | Nissan GT-R NISMO GT3        | 514     |   |         |    |                           |                                                  |             |     |
| 31   | AM Cup         | 67  | Attempto Racing                  | Giorgio Maggi Jürgen Krebs Clément Mateu Sarah Bovy                                 | Lamborghini Huracán GT3      | 511     |   |         |    |                           |                                                  |             |     |
| 32   | AM Cup         | 188 | Garage 59                        | Alexander West Chris Goodwin Chris Harris Bradley Ellis                             | McLaren 650S GT3             | 501     |   |         |    |                           |                                                  |             |     |
| 33   | Pro Cup        | 99  | ROWE Racing                      | Philipp Eng Maxime Martin Alexander Sims                                            | BMW M6 GT3                   | 498     |   |         |    |                           |                                                  |             |     |
| 34   | Group National | 991 | Speedlover                       | Pierre-Yves Paque Grégory Paisse Thierry de Latre du Bosqueau Louis-Philippe Soenen | Porsche 911 GT3 Cup (991 II) | 476     |   |         |    |                           |                                                  |             |     |
| 35   | Pro Cup        | 66  | Attempto Racing                  | Mikael Grenier Max Van Splunteren Jaap Van Lagen                                    | Lamborghini Huracán GT3      | 416     |   |         |    |                           |                                                  |             |     |
| NC   | Pro Cup        | 9   | Bentley Team ABT                 | Christer Jöns Jordan Pepper Nico Verdonck                                           | Bentley Continental GT3      | 379     |   |         |    |                           |                                                  |             |     |
| NC   | Pro Cup        | 63  | GRT Grasser Racing Team          | Mirko Bortolotti Christian Engelhart Andrea Caldarelli                              | Lamborghini Huracán GT3      | 356     |   |         |    |                           |                                                  |             |     |
| NC   | Pro Cup        | 55  | Kaspersky Motorsport             | Giancarlo Fisichella Marco Cioci James Calado                                       | Ferrari 488 GT3              | 299     |   |         |    |                           |                                                  |             |     |
| NC   | Pro-AM Cup     | 11  | Kessel Racing                    | Michael Broniszewski Andrea Rizzoli Matteo Cressoni Giacomo Piccini                 | Ferrari 488 GT3              | 288     |   |         |    |                           |                                                  |             |     |
| NC   | Pro-AM Cup     | 77  | Barwell Motorsport               | Adrian Amstutz Martin Kodrić Patrick Kujala Oliver Gavin                            | Lamborghini Huracán GT3      | 282     |   |         |    |                           |                                                  |             |     |
| NC   | Pro-AM Cup     | 53  | Spirit of Race                   | Niek Hommerson Louis Machiels Andrea Bertolini Rory Butcher                         | Ferrari 488 GT3              | 242     |   |         |    |                           |                                                  |             |     |
| NC   | Pro-AM Cup     | 3   | Team WRT                         | Josh Caygill Niki Mayr-Melnhof Jon Venter Richard Lyons                             | Audi R8 LMS                  | 233     |   |         |    |                           |                                                  |             |     |
| NC   | Pro Cup        | 00  | GOOD SMILE Racing & TeamUKYO     | Nobuteru Taniguchi Tatsuya Kataoka Kamui Kobayashi                                  | Mercedes-AMG GT3             | 230     |   |         |    |                           |                                                  |             |     |
| NC   | Pro Cup        | 43  | Strakka Racing                   | David Fumanelli Jonny Kane Sam Tordoff                                              | McLaren 650S GT3             | 230     |   |         |    |                           |                                                  |             |     |
| NC   | Pro-AM Cup     | 18  | Team Black Falcon                | Abdulaziz Bin Turki Al Faisal Hubert Haupt Gabriele Piana Renger van der Zande      | Mercedes-AMG GT3             | 228     |   |         |    |                           |                                                  |             |     |
| NC   | Pro Cup        | 88  | AKKA ASP Team                    | Felix Serralles Daniel Juncadella Tristan Vautier                                   | Mercedes-AMG GT3             | 209     |   |         |    |                           |                                                  |             |     |
| NC   | Pro-AM Cup     | 15  | Team Black Falcon                | Dore Chaponik Brett Sandberg Scott Heckert Jeroen Bleekemolen                       | Mercedes-AMG GT3             | 209     |   |         |    |                           |                                                  |             |     |
| NC   | Pro-AM Cup     | 42  | Strakka Racing                   | Craig Fleming Nick Leventis Lewis Williamson Oliver Webb                            | McLaren 650S GT3             | 204     |   |         |    |                           |                                                  |             |     |
| NC   | Pro-AM Cup     | 78  | Barwell Motorsport               | Leo Matchitski Miguel Ramos Richard Abra Phil Keen                                  | Lamborghini Huracán GT3      | 198     |   |         |    |                           |                                                  |             |     |
| NC   | Pro-AM Cup     | 89  | AKKA ASP Team                    | Daniele Perfetti Alex Fontana Ludovic Badey Nico Bastian                            | Mercedes-AMG GT3             | 176     |   |         |    |                           |                                                  |             |     |
| NC   | Pro Cup        | 48  | MANN-FILTER Team HTP Motorsport  | Indy Dontje Patrick Assenheimer Kenneth Heyer                                       | Mercedes-AMG GT3             | 152     |   |         |    |                           |                                                  |             |     |
| NC   | Pro Cup        | 84  | Mercedes-AMG Team HTP Motorsport | Jimmy Eriksson Maxi Buhk Franck Perera                                              | Mercedes-AMG GT3             | 142     |   |         |    |                           |                                                  |             |     |
| NC   | Group National | 56  | RMS                              | Howard Blank Yannick Mallegol Fabrice Notari Frank Mechaly                          | Porsche 911 GT3 Cup (991 II) | 142     |   |         |    |                           |                                                  |             |     |
| NC   | Pro-AM Cup     | 911 | Herberth Motorsport              | Jürgen Häring Alfred Renauer Robert Renauer Marc Lieb                               | Porsche 911 GT3 R (991)      | 139     |   |         |    |                           |                                                  |             |     |
| NC   | Pro Cup        | 14  | Emil Frey Jaguar Racing          | Lorenz Frey Stéphane Ortelli Albert Costa                                           | Emil Frey Jaguar G3          | 131     |   |         |    |                           |                                                  |             |     |
| NC   | Pro-AM Cup     | 333 | Rinaldi Racing                   | Alexander Mattschull Rinat Salikhov Matteo Malucelli Norbert Siedler                | Ferrari 488 GT3              | 105     |   |         |    |                           |                                                  |             |     |
| NC   | Pro Cup        | 6   | Team WRT                         | Stéphane Richelmi Nathanaël Berthon Benoît Treluyer                                 | Audi R8 LMS                  | 103     |   |         |    |                           |                                                  |             |     |
| NC   | Pro Cup        | 59  | Strakka Racing                   | Jazeman Jaafar Pieter Schothorst Andrew Watson                                      | McLaren 650S GT3             | 96      |   |         |    |                           |                                                  |             |     |
| NC   | Pro Cup        | 75  | Team ISR                         | Filipe Albuquerque Clemens Schmid Filip Salaquarda                                  | Audi R8 LMS                  | 95      |   |         |    |                           |                                                  |             |     |
| NC   | Pro Cup        | 58  | Strakka Racing                   | Ben Barnicoat Rob Bell Côme Ledogar                                                 | McLaren 650S GT3             | 74      |   |         |    |                           |                                                  |             |     |
| NC   | Pro Cup        | 114 | Emil Frey Jaguar Racing          | Marco Seefried Jonathan Hirschi Christian Klien                                     | Emil Frey Jaguar G3          | 69      |   |         |    |                           |                                                  |             |     |
| NC   | Pro Cup        | 17  | Team WRT                         | Stuart Leonard Jake Dennis Jamie Green                                              | Audi R8 LMS                  | 53      |   |         |    |                           |                                                  |             |     |
| NC   | Pro Cup        | 50  | AF Corse                         | Pasin Lathouras Michele Rugolo Alessandro Pier Guidi                                | Ferrari 488 GT3              | 44      |   |         |    |                           |                                                  |             |     |